# Ferrocarril en Galicia

La red de ferrocarriles en Galicia en 2024.

La red ferroviaria de Galicia es la red de líneas de ferrocarril de la comunidad autónoma de Galicia, en España. En la actualidad, la red ferroviaria de Galicia cuenta con líneas de ancho ibérico, ancho internacional y ancho métrico y una única operadora, Renfe.
La red ronda los 1100 km, siendo toda ella titularidad de Adif (o Adif Alta Velocidad) y operada por Renfe (a través de sus diferentes divisiones comerciales). Hay varias líneas de ancho ibérico (1668 mm) que unen todas las ciudades gallegas. Existe además una línea de ancho métrico (1000 mm) correspondiente al recorrido Ferrol-Ribadeo-Gijón que fue concluida totalmente en 1971, tras cerca de un siglo de proyectos y avances. De todas estas líneas las únicas electrificadas son la que entra por Ponferrada hacia Monforte, Orense y Vigo, la línea de alta velocidad Orense-Santiago-La Coruña y la línea de alta velocidad Olmedo-Zamora-Galicia, finalizada en el año 2021.

## Historia

La red de ferrocarriles en España durante el siglo XIX

El 15 de septiembre de 1873 fue inaugurado el primer ferrocarril de Galicia entre Carril (Villagarcía) y Cornes (Santiago). En 1875 se inauguró la segunda línea, que unía La Coruña y Lugo. No será hasta 1883 cuando se une Galicia con el resto de España, a través de El Barco de Valdeorras.

### Llegada de la alta velocidad
La alta velocidad ferroviaria llegó a Galicia en 2011 con la puesta en servicio de una línea aislada del resto de la red nacional, uniendo La Coruña, Santiago de Compostela y Orense. La línea se inauguró en ancho ibérico, para facilitar la explotación de trenes que continúan por vía convencional. 
En marzo de 2015 finalizó la construcción del Eje atlántico que une Vigo y Pontevedra con la vía de alta velocidad existente entre Santiago de Compostela y La Coruña. La velocidad máxima entre La Coruña y Vigo es de 200 km/h, con un más rápido viaje entre las dos ciudades en 80 minutos (con tres paradas).
El 21 de diciembre de 2021 se inauguró el último tramo de la línea de alta velocidad Olmedo-Zamora-Galicia, entre Pedralba de la Pradería (Zamora) y Taboadela (Orense), a escasos kilómetros de la ciudad de Orense. El tramo de Taboadela a Orense consiste en la vía convencional adaptada al triple hilo a lo largo de 17 km hasta finalizar en dos vías con topera en la estación de Orense, cuya playa de vías ya ha sido remodelada. No obstante, está prevista la construcción de una variante exterior en los alrededores de Orense conectando la bifurcación del cambiador de Taboadela al inicio del tramo Orense-Santiago, que será cambiado a ancho internacional para llevar el ferrocarril de alta velocidad hasta Santiago de Compostela.

## Servicios ferroviarios actuales
En la actualidad, los servicios son prestados exclusivamente por la compañía Renfe Operadora.

### Alta Velocidad-Larga Distancia
| Origen                               | Paradas | Destino       | Frecuencias                                       | Mejor duración (entre origen y destino) | Duración total (todas las paradas) | Observaciones |
| ------------------------------------ | --- | ------------- | ------------------------------------------------- | --------------------------------------- | ---------------------------------- | --- |
| Madrid - Chamartín - Clara Campoamor | Zamora | Orense        | 1 tren diario por sentido                         | 2 horas y 11 minutos                    | 2 horas y 11 minutos               | |
| Madrid - Chamartín - Clara Campoamor | Zamora · Orense · Santiago de Compostela | La Coruña     | 1 tren D-V por sentido                            | 3 horas y 48 minutos                    | 3 horas y 48 minutos               | |
| Madrid - Chamartín - Clara Campoamor | Segovia - Guiomar · Medina del Campo · Zamora · Sanabria · La Gudiña-Puerta de Galicia · Orense · Santiago de Compostela · La Coruña · Betanzos - Infiesta · Betanzos-Ciudad · Puentedeume | Ferrol        | 2 trenes L-S y 1 tren D por sentido               | 5 horas y 12 minutos                    | 5 horas y 38 minutos               | |
| Madrid - Chamartín - Clara Campoamor | Segovia - Guiomar · Medina del Campo · Zamora · Sanabria · La Gudiña-Puerta de Galicia · Orense · Monforte de Lemos · Sarria | Lugo          | 1 tren diario por sentido                         | 5 horas y 10 minutos                    | 5 horas y 10 minutos               | Con motivo de las obras en la infraestructura este tren finaliza su servicio en Orense.                                                |
| Madrid - Chamartín - Clara Campoamor | Segovia - Guiomar · Medina del Campo · Zamora · Sanabria · La Gudiña-Puerta de Galicia · Orense · Santiago de Compostela · Villagarcía de Arosa · Pontevedra | Vigo - Urzaiz | 4 trenes L-V, 3 trenes S y 2 trenes D por sentido | 4 horas y 12 minutos                    | 4 horas y 40 minutos               | |
| Barcelona-Sants                      | Campo de Tarragona · Lérida · Zaragoza - Delicias · Tudela · Castejón de Ebro · Tafalla · Pamplona · Vitoria · Miranda de Ebro · Burgos - Rosa Manzano · Palencia · León · Astorga · Bembibre · Ponferrada · El Barco de Valdeorras · La Rúa-Petín · San Clodio - Quiroga · Monforte de Lemos · Orense · Santiago de Compostela          | La Coruña     | Ida: 1 tren L-M-J-S Vuelta: 1 tren M-X-V-D        | 13 horas y 29 minutos                   | 13 horas y 29 minutos              | Con motivo de las obras en la infraestructura se realizará transbordo por carretera entre las estaciones de Monforte de Lemos y Orense |
| Barcelona-Sants                      | Campo de Tarragona · Lérida · Zaragoza - Delicias · Tudela · Castejón de Ebro · Tafalla · Pamplona · Vitoria · Miranda de Ebro · Burgos - Rosa Manzano · Palencia · León · Astorga · Bembibre · Ponferrada · El Barco de Valdeorras · La Rúa-Petín · San Clodio - Quiroga · Monforte de Lemos · Orense · Guillarey · Porriño · Redondela | Vigo - Guixar | Ida: 1 tren X-V-D Vuelta: 1 tren L-J-S            | 13 horas y 53 minutos (vuelta)          | 14 horas y 5 minutos (ida)         | Con motivo de las obras en la infraestructura se realizará transbordo por carretera entre las estaciones de Monforte de Lemos y Orense |

### Media Distancia-Avant

#### Renfe Media Distancia
| Línea | Servicio | Tren        | Recorrido                                    | Estaciones |
| ----- | -------- | ----------- | -------------------------------------------- | --- |
| 1     | Regional | S-599       | La Coruña - Vigo-Guixar                      | La Coruña · Uges · Cerceda-Meirama · Órdenes · Santiago de Compostela · Osebe · Padrón · Puentecesuras · Catoira · Villagarcía de Arosa · Portela · Pontevedra-Universidad · Pontevedra · Arcade · Cesantes · Redondela-Picota · Redondela · Vigo-Guijar |
| 2     | Regional | S-594       | Santiago - Orense                            | Santiago de Compostela · Lalín · Irijo · Carballino · Friela-Maside · Orense |
| 3A    | Regional | S-592       | Vigo-Guijar - Valença do Minho               | Vigo-Guijar · Redondela · Porriño · Guillarey · Tuy · Valença do Minho |
| 3B    | Celta    | S-592 de CP | Vigo - Porto-Campanhã                        | Vigo-Guijar · Valença do Minho · Viana do Castelo · Nine · Porto-Campanhã |
| 4     | MD       | S-594       | La Coruña - Lugo - Monforte - Orense         | La Coruña · Elviña-Universidad · El Burgo-Santiago · Cambre · Cecebre · Betanzos-Infiesta · Oza de los Ríos · Cesuras · Piñoy · Curtis · Teijeiro · Guitiriz · Parga · Baamonde · Rábade · Lugo · Pedrelo-Céltigos · Sarria · Monforte de Lemos · Orense |
| 5     | MD       | 594         | La Coruña - Ferrol                           | La Coruña · Elviña-Universidad · El Burgo-Santiago · Cambre · Cecebre · Betanzos-Infiesta · Betanzos-Ciudad · Miño · Perbes · Puentedeume · Cabañas · Perlío · Ferrol |
| 6     | MD       | 440         | Vigo - Orense - Monforte - Ponferrada - León | Vigo-Guijar · Redondela · Porriño · Guillarey · Caldelas · Salvaterra · As Neves · Sela · Arbo · Pousa Crecente · Frieira · Filgueira · Ribadavia · Orense · Barra de Miño · Peares · San Pedro do Sil · San Esteban del Sil · Áreas · Canabal · Monforte de Lemos · Puebla del Brollón · San Clodio-Quiroga · Montefurado · La Rúa-Petín · Villamartín de Valdeorras · El Barco de Valdeorras · Sobradelo · Quereño · Covas · Toral de los Vados · Villadepalos · Ponferrada · San Miguel de las Dueñas · Bembibre · Torre del Bierzo · La Granja · Brañuelas · Porqueros · Vega-Magaz · Astorga · Nistal · Barrientos · Veguellina · Villavante · Quintana-Raneros · León |
| 23    | MD       | 449         | León - Ponferrada - Monforte                 | León · Quintana-Raneros · Villavante · Veguellina · Barrientos · Nistal · Astorga · Vega-Magaz · Porqueros · Brañuelas · La Granja · Torre del Bierzo · Bembibre · San Miguel de las Dueñas · Ponferrada · Villadepalos · Toral de los Vados · Covas · Quereño · Sobradelo · El Barco de Valdeorras · Villamartín de Valdeorras · La Rua-Petín · Montefurado · San Clodio-Quiroga · Puebla de Brollón · Monforte de Lemos |
|       | AM       | 529         | Ferrol - Ribadeo - Navia - Oviedo            | Ferrol · San Xoán · Virxe do Mar · Santa Cecilia · Alto del Castaño · Piñeiros · Ponto · Jubia · Ferrerías · Sedes · Pedroso · San Saturnino · Lamas · Apalla · Moeche · Labacengos · Entrambasrías · Cerdido · Cuqueira · Santa María de Mera · Ponte de Mera · San Claudio · Senra · Ortigueira · Espasante · Loiba · Barquero · Vicedo · Mosende · Folgueiro · Covas · Vivero · Vivero-Apeadero · Juances · Jove-Pueblo · Jove · Lago · Bidueiros · San Ciprián · Madeiro · Burela · Cangas de Foz · Nois · Fazouro · Marzán · Foz · Barreiros · Reinante · Esteiro · Os Castros · Rinlo · Ribadeo · Vegadeo-Pueblo · Vilavedelle · Castropol · Las Campas · Tol · Tapia de Casariego · La Caridad · Cartavio · Loza · Medal · Navia · Piñera-Villaoril · Villapedre · Otur · Luarca · Barcia · Canero · San Cristóbal · Cadavedo · Tablizo · Ballota · Santa Marina · Novellana · Valdredo · Soto de Luiña · San Cosme · San Martín de Luiña · La Magdalena · Villademar · Cudillero · El Pito-Piñera · Muros de Nalón · Los Cabos · Santianes · Pravia · Beifar · San Román · Aces · Sandiche · Grado · Peñaflor de Grado · Vega de Anzo · Santa María de Grado · Trubia · Soto Udrión · San Pedro · San Claudio · Las Mazas · Las Campas · Argañosa · Vallobín · Oviedo |

#### Renfe Avant
| Línea | Recorrido | Observaciones                                                                              | Material  |
| ----- | --- | ------------------------------------------------------------------------------------------ | --------- |
|       | Orense - Santiago de Compostela - La Coruña |                                                                                            | Serie 121 |
|       | Vigo-Urzáiz - Redondela AV - Arcade - Pontevedra - Villagarcía de Arosa - Padrón-Barbanza - Santiago de Compostela - Cerceda-Meirama - La Coruña | Es una de las dos únicas líneas de MD por línea de alta velocidad cuya tarifa no es Avant. | Serie 121 |
|       | Santiago de Compostela - Órdenes - Cerceda-Meirama - Uges - La Coruña                                                                            | Es una de las dos únicas líneas de MD por línea de alta velocidad cuya tarifa no es Avant  | Serie 121 |

### Cercanías
- Ferrol - Ortigueira
- Ferrol - Ribadeo (4 servicios diarios por sentido, duración trayecto: 3 horas)